# Марица (оперетта)
«Мари́ца» или «Графи́ня Мари́ца» (нем. Gräfin Mariza, венг. Marica grófnő) — оперетта венгерского композитора Имре Кальмана, написанная в 1924 году. 
Либретто было написано Юлиусом Браммером и Альфредом Грюнвальдом. Премьера состоялась 28 февраля 1924 года в Театре Ан дер Вин в Вене. В январе 1925 года состоялась премьера на русском языке в Ленинграде. В России оперетта чаще всего шла под названием «Марица».

## «Самая венгерская» оперетта
«Марицу» заслуженно считают «самой венгерской» опереттой Кальмана: она содержит мощные сольные номера с национальным колоритом, трогающие душу дуэты, зажигательные чардаши. Эта оперетта представляет все характерные типажи этого жанра. Здесь есть благородный герой и блестящая, капризная героиня. В противоположность им поставлены характерный герой и романтичная девушка-субретка. И закрывают парад типажей солидная, умудренная опытом дама и пожилой граф с юморком. Во многих сценах принимают участие дети и хор. Неотъемлемой частью оперетты являются национальные танцы.
История любви, и даже не одна, которую рассказывает Кальман, открывает всю красоту человеческих отношений. Как и во многих предыдущих и следующих опереттах в основе сюжета лежит социальное неравенство главных героев, которые хотят, но считают, что не могут быть вместе. Герои, пройдя сквозь недоверие, обман, недомолвки, тяжёлые объяснения, находят путь к сердцу любимого человека и обретают своё счастье рядом с дорогими людьми.
«Марицу» ставили на различных сценах мира. Кроме Австрии, она не раз была поставлена на сценах Венгрии, где эта оперетта пользуется особой любовью. В России «Марица» в разных интерпретациях и с разными переводами ставится с неизменным успехом с начала 1920-х годов. В это же время оперетта была переведена на английский и шла в Нью-Йорке и Лондоне.

## Действующие лица
| Персонаж                       | Описание                                                                              | Голос      |
| ------------------------------ | ------------------------------------------------------------------------------------- | ---------- |
| Марица                         | Молодая богатая вдова, только что купившая поместье                                   | Сопрано    |
| Тассило                        | Молодой граф, недавно разорился, вынужден служить управляющим в бывшем своем поместье | Тенор      |
| Лиза                           | Сестра Тассило                                                                        | Сопрано    |
| Коломан (Калман) Зупан         | Барон из Вараждина (Коложвара в венгерской версии)                                    | Тенор      |
| Князь Мориц Драгомир Популеску | Один из поклонников Марицы                                                            | Баритон    |
| Манья (Аза)                    | Цыганка                                                                               | Сопрано    |
| Карл Штефан Лиенберг           | Друг Тассило                                                                          | Бас        |
| Божена                         | Тётя Тассило и Лизы                                                                   | Контральто |
| Пенижек                        | Слуга Божены                                                                          |            |
| Чекко                          | Слуга в поместье                                                                      |            |

## Сюжет

### Акт 1
В загородное поместье, которое раньше принадлежало графу Тассило Эндрёди-Виттембургу, приезжает Карл Лиенберг. Теперь его друг — лишь управляющий в бывшем родовом поместье. Отец Тассило разорился, и теперь он вынужден работать, чтобы его сестра смогла доучиться в школе, не зная нужды.
Графиня, которая купила его поместье, наконец, решила его посетить и приезжает вместе с большой группой гостей. Среди них оказывается Лиза, сестра Тассило, которая ничего не знает о финансовых проблемах семьи. Тассило просит её сохранить его тайну. Лиза, воображая, что под этим кроется романтическая история, с готовностью соглашается.
Марица объявляет, что она помолвлена с неким бароном Зупаном, но только Лиза знает, что Марица просто взяла с афиши первое попавшееся имя, потому что ей надоели поклонники. Никогда не ясно, за чем они охотятся — за ней или за её приданым. Однако в поместье объявляется настоящий барон Зупан с жарким желанием жениться. В исполняемом им с Марицей дуэте он страстно призывает графиню поехать с ним на его родину — в «прекрасный Коложвар» (на момент написания оперетты, как и сейчас — Клуж-Напока в румынской Трансильвании), «где все ходят в красном, белом и зелёном» (намёк на преимущественно венгерское население этой румынской области). В общепринятом русском (а также и немецком) либретто Зупан зовёт Марицу в Вараздин (Вараждин) — тогда в составе Югославии, ныне — Хорватии, но до Первой мировой войны также, как и Коложвар, относившийся к «венгерской короне».
Марица вынуждена представить «жениха» гостям.
Во время вечернего праздника Тассило вспоминает, что и он когда-то был принят в этом обществе. Однако сейчас он остаётся за пределами праздника. Он поёт песню вместе с цыганами. За этим его застаёт Марица. Она хвалит его голос и хочет, чтобы он спел ей и её гостям. Тассило отказывается, за что и получает расчёт.
Драгомир предлагает Марице оставить провинцию и поехать в кабаре. Шумную вечеринку прерывает цыганка Манья, которая предлагает погадать молодой хозяйке. Она предсказывает ей скорое счастье и большую любовь - мужчину из знати и кавалера. Марица считает, что ей нужно остаться в поместье, поскольку здесь ей будет не в кого влюбляться. Гости уезжают, собирается уйти и Тассило. Но графиня останавливает его, предлагая попробовать поработать вместе.

### Акт 2
Спустя месяц гости, среди которых Драгомир Популеску, Лиза и Зупан, вернулись в поместье.
Зупан и Лиза испытывают друг к другу взаимную симпатию, но барон уверен, что должен быть влюблен в свою невесту.
Тассило и Марица очень сблизились за этот месяц, но дальше флирта они не заходят — между управляющим и хозяйкой это недопустимо. Тассило пишет письмо своему другу, рассказывая о жизни в поместье, и объясняя, что никогда бы не стал работать, если бы не приданое. Разумеется, он имел в виду приданое сестры.
Во время вечеринки Марица просит Тассило сопровождать дам. Между ними происходит объяснение. Но Драгомир показывает ей недописанное письмо Тассило, и Марица решает, что она жестоко обманулась: её возлюбленный такой же охотник за приданым.
При всех гостях Марица оскорбляет Тассило, бросая ему в лицо деньги. И тут Лиза не выдерживает — она понимает, что произошло, и раскрывает, что Тассило её брат. Тассило и Лиза уходят.

### Акт 3
Утром между Лизой и Зупаном происходит объяснение, он признаётся ей в любви, отказываясь жениться на Марице. Она с юмором принимает такой отказ. Когда Тассило приходит к Марице, она предлагает ему прочитать рекомендацию, которая оказывается признанием в любви. Влюблённые пары радуются своему счастью.

## Экранизации
- Графиня Марица[нем.] (немой фильм, Германия, 1925). Режиссёр Ханс Штайнхоф, в роли Тассило — Гарри Лидтке.
- Графиня Марица[нем.] (первая звуковая экранизация, Германия, 1932). Режиссёр — Рихард Освальд, в роли Тассило — Губерт Маришка, князя Попова (Popoff) сыграл Фердинанд фон Альтен.
- Графиня Марица (Германия 1958), Режиссёр — Рудольф Шюндлер, в роли Тассило — Рудольф Шок , Лиза — Ренате Эверт.
- Графиня Марица (Gräfin Mariza, Германия, 1974). Режиссёр — Ойген Йорк, в роли Тассило — Рене Колло, Марица — Эржебет Хази, Лиза — Дагмар Коллер
- Марица (СССР, 1985). Режиссёр — Александр Белинский, в роли Марицы — Наталья Андрейченко (поёт Лариса Шевченко).